# Фабрика авиона Утва
"Утва" је фабрика авиона у Панчеву, близу Београда. Позната је по производњи лаких, спортских авиона и авиона за обуку. Од авиона "Утва" у актуелној понуди тржишту нуди Ласту 95, тандем двосед за основну летачку обуку, и Сову, спортско-туристички четворосед. Југоимпорт СДПР је 28. фебруара 2017. постало власник 96% компаније, а сувласништво у „Утви“ (4%) имају још и: Фонд за развој, Град Панчево, два панчевачка јавна комунална предузећа „Хигијена” и “Водовод и канализација” и „Ауто-транспорт Панчево”, Дунав осигурање, „Србијагас”, општине Ковин, Опово и Ковачица и Градска стамбена агенција Панчево.

## Историја
"Утва" је била фабрика авиона и једрилица још пре Другог светског рата. Фабрика је основана 5. јуна 1937. године као „Једриличарско друштво Утва - Земун“. Као једриличарско друштво је саградила једрилице Врабац и Чавку. Фабрика је име добила по птици утви златокрилој из породице патака, и већина летелица произведених у њој носиће имена птица.
- Дана 28. марта 1939. године је име промењено у „Фабрика авиона УТВА - Београд“.
- Године 1940. фабрика се преселила у Панчево и име је промењено у „Фабрика авиона УТВА — Панчево“.
- До почетка рата априла 1941. године Утва је произвела 39 једрилица различитих категорија, стране и домаће конструкције. Поред тога, за војно ваздухопловство склопљено је 148 школских авиона немачке производње Бикер Јунгман и један акробатски Бикер Јунгмајстер. У току окупације фабрика је избегла сарадњу са окупационом војском.

Након Другог светског рата Утва заједно са Икарусом - Земун представља стуб обновљене ваздухопловне индустрије. Ту су се производили авиони из послератног плана развоја, углавном дрвене конструкције.
- Од новембра 1944. до јуна 1946. године фабрика је обновљена.
- 1946. године потписан је први уговор са војском за 30 једрилица и изградњу дрвеног авиона „тројка“. Од јуна 1946. су произведене једрилице следећих типова: Врабац, Чавка, Орлик, и Шева.
- У 1947. години је почела производња једрилица Јастреб и Ждрал као и авиона Тројка.
- 1950. године завршен је први наоружани авион „212“ и формирано радничко веће.
- Од 1948. до 1955. године у Утви је произведено преко 200 једрилица различитих типова, 80 примерака авиона Тројка, 60 примерака тренажног авиона Утва 212, 195 примерака тренажног авиона Утва 213 „Вихор“ и 212 примерака школских авиона типа Аеро-3.  Утва је средином педесетих развила авион металне конструкције Утва 56, намењен за туристичке сврхе и санитетски транспорт. Израђена је и хидроверзија овог авиона. Касније су у овој фабрици серијски произвођени авиони за везу, обуку, транспорт и пољопривреду: Утва 60, Утва 60Х, Утва 65 и Утва 75.
- Утва је 1952. године имала 828 радника, завршена је прва серија авиона „213“, а пауза за доручак повећана је са 15 на 30 минута и уведена је групна норма. Синдикат је 1955. године први пут набавио зимницу за раднике на неколико рата, а исте године основао је ресторан друштвене исхране.
- Након што је 1957. године напуштен конкурс за пројектовање авиона, престале су да раде конструкторске групе у ваздухопловним фабрикама. Конструкторска делатност је пренета у Ваздухопловнотехнички институт.[2]
- 1958. године први пут је отпуштено 219 радника, а израђују се само резервни делови за авионе.
- 1963. године први авион Утва 60 извезен је у Бразил.
- Године 1964. изграђено је 40 станова, купљено је 562 бицикла за раднике, минимална плата је била 20.000, а однос минималне и максималне зараде 1: 4,2.
- 1965. у фабрици је било 1.429 радника и отпуштено 20 нерадника.
- 1967. године Фабрика "Утва" Панчево се састојала од погона: авиона, конструкције, опреме, возила, машина и одржавања.  Погон "Конструкције"  је израдио и реализовао пројекте металних грађевинских конструкција, фасада и силоса широм Југославије и света.
- 1968. године Утва је извезла 2 авиона у Индију и 5 у Алжир типа „Утва 65“ (ових 5 авиона је направљено за 4 месеца). Исте године почињу 42-сатни радни сати. 1970. године у авионе су уведене привремене мере због великих губитака.
- Утва је 1972. године добила награду града Панчева од 6. октобра као најбољи Р.О. у Војводини.
- 20. маја 1976. полетео је авион „Утва 75“, који се градио наредних 10 година, и пројекат „Орао“, и Утва је ушла у војну индустрију Југославије.
- 1977. године уведен је бесплатан топли оброк, прва НЦ машина је почела са радом, а Утва са преко 3000 радника добила је награду „Златни Меркур“ као најбоља индустријска организација у Југославији, као и Орден рада од Тита.
- 1979. полетео је авион "Утва 78" и почео да ради рачунарски центар.
- Утва је 1981. године била сложен систем са осам Р.О., 17 основних организација, 5 радних заједница, интерном банком и преко 5000 запослених.
- 1987. године, на 50. рођендан "Утве", на Јабучком путу је почела да ради нова фабрика са око 1.500 запослених, на 86.000 квадратних метара радне површине, где је направљен „Г-4“ „Орао“ и започета производња „Ластавице“.
- 1991. године, с почетком распада Југославије, Утва је ушла у прву кризу и отпуштање радника.
- 1996. фабрика је интегрисана са фабриком Лола, односно придружена ЛОЛА-СИСТЕМ-у из Железника политичким одлукама и расподелом акција, и почела да послује под именом Лола-Утва..
- Утва је 1998. радила за израелски програм ИАИ и делимично се опоравила, са око 700 запослених.
- НАТО снаге су бомбардовале фабрику у Панчеву 24. марта 1999. године и уништиле око 75% њених капацитета.
- После бомбардовања отпуштено је 330 радника, док остали раде превасходно на обнови фабрике.
- Утва је 7. маја 2008. године потписала уговор за производњу 20 авиона „Ласта“  за потребе ирачке војске. Уз тадашњих 175 радника, запослено је још 180 нових радника.
- Утва је 2011. испоручила последње авионе Ираку и започела производњу првих 5 авиона за нашу војску.[3]

Укупан број произведених ваздухоплова је преко 900.
- Школски авион Икарус/Утва 213
- Школски спортско туристички авион двосед Утва Тројка

## Фабрике кћерке
Од великог система "Утва" Панчево настале су бројне компаније:
- Акционарско друштво у мешовитом власништву за производњу силоса, профила и опреме „УТВА СИЛОСИ“ Ковин, основано је 1979. године као део система „УТВА“ Панчево. Самостално послује од 1990;[4]

а на чувеној адреси Утве златокриле 9, 26000 Панчево:
- "Утва Проинг", привредно друштво за инжењеринг, израду металних конструкција и изградњу саобраћајница, Панчево, приватизована је 2007;[5]
- "Силомонт" доо, Панчево, и др.

## Тренутни пројекти

### Лола Утва Г-4М Супер Галеб
Г-4М Супер Галеб се тренутно налази у тест фази на војном аеродрому у Батајници. Овај пројекат представља суштински новију, боље наоружану, напреднију верзију авиона Г-4 Супер Галеб. Уколико сва тестирања прођу добро, Г-4М би се уз помоћ страног партнера могао у скоријој будућности наћи у производњи.

### Лола Утва 96
Тренутно, Лола Утва ради на замени модела Утва 75, који је застарео. Наследник Утве 75 зваће се Утва 96, и тренутно се развија као прототип.

### Ласта 95
Фабрика авиона Утва се тренутно бави производњом школско-борбеног авиона Ласта 95 за потребе ратних ваздухопловстава Србије и Ирака. Ласта 95 је пројектован од стране ВТИ Жарково. Ради се о двоседу погоњеном клипно-елисном погонском групом, са могућношћу ношења борбеног терета на две подкрилне подвесне тачке. Ласта 95 је модификована верзија авиона Ласта, пројектованог 80-их година прошлог века. (Промотивни видео: Ласта - школски авион)

## Типови произведених једрилица
- Списак летелица произведених у Утви
- Врабац
- Чавка
- Орлик
- Шева
- Јастреб
- Ждрал
- Ваја

## Типови произведених авиона
- Утва 212 - (прелазни школски двосед 60 примерака 1948—1955. год)
- 213 'Вихор' - (прелазни школски двосед 195 примерака 1948—1955. год)
- Аеро 3 - (школски двосед 112 примерака 1948—1955. год)
- Тројка - (школско туристички двосед 80 примерака 1948—1955. год)
- Утва 56
- Утва 60
  - 60-АТ1
  - 60-АТ2
  - 60-АГ (пољопривредна верзија)
  - 60-АМ (ваздушна амбуланта)
  - 60Х (хидроавион)
  - 60 В-51
- Утва 65
  - 65 'Привредник'
  - 65 'Привредник'-ИО
  - 65 'СуперПривредник'-350
- Утва 66
  - 66-АМ (ваздушна амбуланта)
  - 66Х
  - 66В
  - 66 Супер СТОЛ
- Утва 75
  - 75А21
  - 75А41
  - 75АГ11
  - 75 В-53
- Авион Ласта
- Утва 96
- Кобац
- Мини УАВ Гавран
- Медиум УАВ